# Awapuni
Awapuni est une banlieue de la cité de Gisborne, située dans l’est de l'Île du Nord de la Nouvelle-Zélande.

## Situation
Elle est localisée dans le sud-ouest de la cité.

## Toponymie
Elle est nommée d’après le lagon d’Awapuni, où le fleuve Waipaoa se déverse dans l’océan. Le Ministère de la Culture et du Patrimoine donne une translation de "blocked-up river" (rivière bloquée en amont) pour le mot maori : Awapuni.

### Municipalités limitrophes
Le Pā local de Awapuni, aussi connu sous le nom de «Te Kuri a Tuatai», est une zone de rassemblement tribal, nommée Rongowhakaata (en) du hapū des Ruapani (en), des Ngāi Tāwhiri (en) et les Te Whānau a Iwi (en). Il comprend la maison de rencontre de Whareroa.

## Démographie
La zone statistique de Makaraka-Awapuni, qui couvre aussi le secteur de Makaraka, avait une population de 969 résidents lors du recensement de 2018 en Nouvelle-Zélande, en augmentation de 141 personnes (17.0 %) selon recensement de 2013 en Nouvelle-Zélande et une augmentation de 105 personnes (12,2 %) depuis le recensement de 2006 en Nouvelle-Zélande.
Il y avait 345 logements.
Il y avait 504 hommes et 465 femmes, donnant un sexe-ratio de 1,08 homme pour une femme. 
L’âge médian était de 44,6 ans (comparé aux 37,4 ans au niveau national avec 171 personnes(soit 17,6 %) âgées de moins de 15 ans,159 personnes (soit 16,4 %) âgées de 15 à 29 ans, 459 personnes (soit 47,4 %) âgées de 30 à 64 ans, et 180 personnes (soit 18,6 %) âgées de 65 ans ou plus.
Les ethnicités étaient de 74,0 % d’européens/Pākehā, 38,1 % de Māoris, 3,7 % de peuples du Pacifique, 3,4 % d’Asiatiques et 2,2 % d’autres ethnicités (le total faisant plus de 100 % dans la mesure où les personnes peuvent s’identifier avec de multiples ethnies).
La proportion de personnes nées outre-mer était de 11,5 %, comparée aux 27,1 % au niveau national.
Bien que certaines personnes objectent de donner leur religion, 50,5 % disent n’avoir aucune religion, 35,0 % étaient chrétiens, 0,6 % étaient hindouistes, 0,6 % étaient bouddhistes et 4,6 % avaient une autre religion.
Parmi ceux de plus de 15 ans d’âge, 117 personnes (soit 14,7 %) avaient un niveau de bachelier ou un degré supérieur et 186 personnes (soit 23,3 %) personnes n’avaient aucune qualification. 
Les revenus médians étaient de 29,400 $, comparés aux 31,800 $ au niveau national. 
Le statut d’emploi de ceux de plus de 15 ans étaient pour 417 personnes (soit 52,3 %) employées à plein temps, 111 personnes (soit 13,9 %) étaient à mi-temps et 27 personnes (soit 3,4 %) étaient sans emploi .
Midway Beach comprend une plage avec des zones de barbecue, d’équitation, de motomarine, de Kitesurf, de promenade de chiens et les "dunes de sable de Kopu".

## Parcs
Awapuni a trois terrains de sports : Awapuni Stadium, le Oval Reserve cricket et le terrain de rugby de Watson Park.
Le terrain de jeux d’aventure comprend une zone de pique-nique et des toilettes publiques.

## Éducation
- L’école d’Awapuni est une école primaire, publique, mixte, allant des années 1 à 6[8],[9] avec un effectif de 266 élèves en mars 2021[10].